# ŽRK Vardar Skopje
Pour les articles homonymes, voir Vardar Skopje.
Cet article traite de l'équipe de handball féminin. Pour l'équipe masculine, voir RK Vardar Skopje. Ne doit pas être confondu avec ŽRK Metalurg Skopje
Maillots
Dernière mise à jour : 15 février 2019.
Le ŽRK Vardar Skopje est un club macédonien de handball féminin fondé en 1961 et basé à Skopje.

## Historique
Le club est fondé en 1961 sous le nom de RK Grafichar, ce qui en fait le club de handball féminin le plus ancien en Macédoine. Jusqu'à la disparition officielle en 2011 du RK Kometal Gjorče Petrov Skopje, le Vardar était le seul autre club à avoir remporté un titre dans l'une des compétitions en Macédoine, la Coupe de Macédoine en 1994.
À compter de la saison 2012/2013, l'arrivée d'un nouveau sponsor et du directeur sportif, le milliardaire russe Sergueï Samsonenko également propriétaire du club masculin du Vardar, a permis à de nouvelles joueuses internationales d'arriver. Dès lors, l'équipe a commencé à obtenir des résultats plus positifs et a remporté son premier titre de champion de Macédoine en 2013 et ambitionne de jouer les premiers rôles dans la Ligue des champions 2013-2014.
Dans ce but, elle doit tout d'abord franchir un tournoi préliminaire qu'elle remporte, battant en finale le CJF Fleury Loiret Handball 33 à 25. Dès lors, pour la première fois dans l'histoire du handball européen, trois clubs d'une même ville, Skopje (700 000 habitants), sont qualifiés pour la Ligue des champions : le ŽRK Vardar, donc, chez les femmes, le RK Vardar et le RK Metalurg chez les hommes.
Après trois 3e place en 2014, 2015 et 2016, le club atteint la finale en 2017 et 2018 mais est battu les deux fois après prolongation par le club hongrois du Győri ETO KC.
En 2018, le club décide de libérer toutes ses joueuses sous contrat à l'intersaison pour laisser la place aux jeunes formées au club. Il renonce également à participer à la Ligue des champions 2018-2019.

## Palmarès
Compétitions internationales
- Finaliste de la Ligue des champions (2) : 2017, 2018
  - 3e place en 2014, 2015, 2016

Compétitions nationales
- Vainqueur du Championnat de Macédoine (5) : 2013, 2014, 2015, 2016, 2017 et 2018
- Vainqueur de la Coupe de Macédoine (6) : 1994, 2014, 2015, 2016, 2017 et 2018

## Effectif
Légende : les âges indiqués sont ceux au 1er septembre 2017.

### Transferts 2018
Arrivées 2018
- aucun

 Départs 2018
- Roberto García Parrondo (entraîneur), en direction du   RK Vardar Skopje
- Dragana Cvijić, en direction du  CSM Bucarest
- Andrea Lekić, en direction du  CSM Bucarest
- Marija Petrović, en direction du  HCM Râmnicu Vâlcea
- Tatiana Khmyrova, en direction du  Siófok KC
- Polina Kouznetsova, en direction du  Rostov-Don
- Inna Souslina, fin de carrière
- Jovanka Radičević, en direction du  CSM Bucarest
- Andrea Klikovac, en direction du  Kisvárdai KC
- Sara Ristovska, en direction du  RK Krim
- Teodora Keramičieva, en direction du  Chambray Touraine Handball
- Mirjeta Bajramoska, fin de carrière
- Amandine Leynaud, en direction du  Győri Audi ETO KC
- Alexandra Lacrabère, en direction du  CJF Fleury Loiret Handball
- Andrea Penezić, en direction du  Siófok KC
- Andrea Čanađija, fin de carrière
- Barbara Lazović, en direction du  CSM Bucarest

## Joueuses historiques
- Anja Althaus (2014-2017)
- Dragana Cvijić (2017-2018)
- Sanja Damnjanović (2015-2017)
- Siraba Dembélé (2013-2016)
- Marina Dmitrović (2012-2014)
- Ana Ðokić (2013-2014)
- Begoña Fernández (2012-2015)
- Itana Grbić (2014–2016)
- Camilla Herrem (2016–2017)
- Tatiana Khmirova (2013-2018)
- Polina Kouznetsova (2017-2018)
- Alexandra Lacrabère (2016-2018)
- Barbara Lazović (2014-2018)
- Andrea Lekić (2013-2018)
- Amandine Leynaud (2013-2018)
- Marija Lojpur (2012-2014)
- Julija Nikolić (2013-2015)
- Andrea Penezić (2014-2018)
- Mayssa Pessoa (2016-2017)
- Allison Pineau (2013-2014)
- Jovanka Radičević (2013-2018)
- Inna Souslina (2012-2018)
- Olga Tchernoïvanenko (2014-2016)
- Maja Zebić (2013-2016)